# Fusagasugá
Fusagasugá là một khu tự quản thuộc tỉnh Cundinamarca, Colombia. Thủ phủ của khu tự quản Fusagasugá đóng tại Fusagasugá Khu tự quản Fusagasugá có diện tích ki lô mét vuông. Đến thời điểm ngày 28 tháng 5 năm 2005, khu tự quản Fusagasugá có dân số 75333 người.